# Muricea appressa
Muricea appressa is een zachte koraalsoort uit de familie Plexauridae. De koraalsoort komt uit het geslacht Muricea. Muricea appressa werd in 1864 voor het eerst wetenschappelijk beschreven door Verrill. 